# Por Kai Shan
Le Por Kai Shan est un sommet de Hong Kong culminant à 482 mètres d'altitude et situé sur l'île de Lantau, au sud-est de Tung Chung, dans la région des Nouveaux Territoires. À l'ouest s'élève le sommet du Po To Yan.
La zone montagneuse du Po To Yan et du Por Kai Shan a été désignée site d'intérêt scientifique particulier le 13 août 1994. Couvrant une superficie de 76,4 hectares, la zone est un habitat caractéristique pour beaucoup de plantes précieuses nichées dans les zones vertes entre les deux montagnes, telles que :
- Asaret de Hong Kong
- Ailanthus Fordii
- Enkianthus quinqueflorus
- Magnolia à fleur de lys
- Pavetta hongkongensis
- Nepenthes
- Rhododendron farrerae
- Schoepfia chinensis
- Acer tutcheri
- Eustigma oblongifolium
- Ilex
- Orchidée